# Observatoire solaire de Kodaikanal
L'Observatoire de Kodaikanal est un observatoire solaire de l'Institut indien d'astrophysique. Il est situé dans le sud des monts Palni (en), à 4 km de la ville de Kodaikanal, dans le District de Dindigul (Tamil Nadu).
Les données solaires recueillies par ce laboratoire sont les plus vieilles du type en Inde et de nombreuses observations précises sur l'impact des rayons solaires sur l'ionosphère y ont été conduites grâce à son emplacement unique près de l'équateur. Les données recueillies sont envoyées à plusieurs institutions mondiales.

## Histoire
Si tôt qu'en 1881, Mr Blanford qui était journaliste météorologique pour le gouvernement de l'Inde, recommandait que l'on améliore les travaux d'observations solaires afin d'obtenir des mesures précises du réchauffement de celui-ci sur la surface de la terre et de ses variations périodiques. En mai 1882, l'astronome gouvernemental de Madras, Norman Robert Pogson, suggère la photographie et la spectroscopie du Soleil et des étoiles utilisant un télescope de vingt pouces, qui pourrait être positionné à une station montagnarde dans le sud de l'Inde.
Les premières observations ont commencé à Kodaikanal en 1901. En 1955, des installations géomagnétiques et une radiosonde ont été installées à l'observatoire de Kodaikanal. Entre 1922 et 1960, les directeurs étaient T. Royds, A. L. Narayan et Amil Kumar Das. En 1960, M. K. Vainu Bappu devient le directeur de l'observatoire. Cette même année, une tour solaire d'une hauteur de douze mètres est érigée avec des spectrographes modernes. Cette acquisition a permis de faire parmi les premières études héliosismologiques. La compilation de données de vecteur de champ magnétique a débuté dans les années 1960[style à revoir].
En 1977, plusieurs astronomes de Kodaikanal déménagent à Bangalore afin de s'établir à l'institut indien d'astrophysique.

## Activités actuelles
Les zones d'intérêts actuelles à l'observatoire sont :
- observation et interprétation des changements morphologiques dans les régions actives ainsi que leur rôle dans l'apparition de phénomènes tels que les éruptions solaires ;
- étude des facteurs contribuant aux indices de calcium K chromosphérique ;
- la mesure des vecteurs de champ magnétique ;
- numérisation des photographies du dernier siècle pour les études à long terme des dix derniers cycles solaires ;
- étude sur la structure et la dynamique de l'ionosphère équatoriale et sa réaction aux variations solaires et interplanétaires.